# Kaplunivka (Valok), Poltava
Kaplunivka (în ucraineană Каплунівка) este un sat în comuna Valok din raionul Poltava, regiunea Poltava, Ucraina.

## Demografie
Componența lingvistică a localității Kaplunivka
     Ucraineană (100%)
Conform recensământului din 2001, toată populația localității Kaplunivka era vorbitoare de ucraineană (100%).